# Protatlanta
Protatlanta is een geslacht van weekdieren uit de klasse van de Gastropoda (slakken).

## Soort
- Protatlanta souleyeti (E. A. Smith, 1888)